# 百無禁忌！女高中生私房話
《百無禁忌！ 女高中生私房話》是鈴木健也的網絡漫畫作品。自2014年6月27日起，在角川免費漫畫網站“ComicWalker”上連載，逢週五更新。截至2015年11月在網絡的總累積瀏覽人次已突破180萬。單行本由KADOKAWA於2014年11月開始出版發行，中文版由台灣角川代理販售，譯者為蔡孟婷。
2015年11月公佈動畫化的消息，並於2016年1月開始在日本國內頻道播放。

## 簡介
故事環繞著外表及個性都截然不同，卻很要好的女高中生三人組——辣妹子、宅子、大小姐，透過她們日常的對話方式，討論各種女生間不能對男生說出口，卻又相當在意的話題，當中包括生活、生理、友情等等。大多是以1話完結的方式進行，標題的形式多半採用「○○是真的嗎？」

## 登場人物
除了辣妹子的班導師以外，登場人物的本名皆不明，而是以角色的特色命名。

### 主要人物

#### 辣妹子集團
本作的中心人物。
辣妹子（GALKO，配音：和气杏未（日本））
本作的主角。是辣妹風格打扮的女高中生，有豐滿的巨乳和屁股，但卻認為胸部很礙事。嚴重賴床，經常遲到。雖然有點毒舌，但無論同性或異性緣都很好，在班上無論男女都很受歡迎，是班上的風頭躉。看似性經驗豐富的外表下，實際上卻是純情的處女。興趣是看電影，喜歡模仿西洋片內的歐美人而開始染金髮，結果無意中就漸漸走上辣妹路線。擁有虎牙及害怕高溫食物的「貓舌」。長期便秘患者。由於聽說能夠從眉毛判斷陰毛的濃密度，所以開始在意自己沒有濃密的眉毛。很擅長做料理與點心，帶的便當都是自己做，吃過她做的料理的人都說好吃。會用拔毛夾把乳毛處理乾淨。
（或「宅女」，配音：富田美憂（日本））
辣妹子的朋友。雖然座位位於教室中央，但本人卻有種自己待在「班上的角落」的錯覺，不知為何和辣妹子交情很好，特別喜歡用一些話題鬧對方，而且辣妹子幾乎都相信。稀疏的粗眉毛。戴眼鏡、體型嬌小，且從小就體弱多病，因此經常請假在家中休息。興趣是讀書。未來夢想是從事著作行業。文﹑理兩科的成績差異驚人。
大小姐（Ojō，配音：高橋未奈美（日本））
常常跟辣妹子和宅子混在一起的天然呆大小姐。擁有與一般人不同常識，對自己的天然呆毫無自覺。成績優秀，原本是從私立名校直升的高中生，直到今年春天才轉校到現時的高中。。擅長運動，興趣很多，不過現時熱衷於加入辣妹子和宅子的聊天話題，但有時候中途插進來鬧出不少笑話。沒有眉毛。有在快餐店打工兼職。

#### 輕浮男集團
辣妹子集團以外最常登場的角色群。效法辣妹子三人而取外號。
輕浮男（Chara-o，配音：櫻井孝宏（日本））
是男子側的主角。個性開朗和藹，跟辣妹子同樣是班上受歡迎的人物。本以為自己會因為帥氣的外表而被取名「帥男」或是「人氣男」之類的綽號，可運動男和宅男卻一致認為應該叫輕浮男才對，故此得名。在學校的輕音樂部擔任主唱及貝斯手。
運動男（Supo-o，配音：小野大輔（日本））
輕浮男的死黨。沉默寡言的體育運動型男生，棒球部的正式隊員。身高全班第一。
宅男（Otao，配音：松岡禎丞（日本））
生性害羞，消極畏縮。跟宅子一樣是個「宅」。雖然總是待在課室角落，卻跟輕浮男和運動男交情很好。隸屬電影研究社。有點貧血。

### 校內師生

#### 二年級

##### 辣妹組
以超嗨美和超讚菜為中心的小團體之一，位居於班上女生的階層頂峰。雖然人數不多，但由於作風積極主動，加上與男生組關係密切，在班務等活動決策上擁有絕對的主導地位。
超嗨美（Age-mi，配音：石上靜香（日本））
的女子高中生。一頭金色的中分長曲髮，瀏海編成三股辮。班級氣氛帶動者。雖然跟每個男生都關係良好，惟獨無法與自己的男友維持穩定長久關係。當前男友為第五任。
超讚菜（Yaba-na，配音：本渡楓（日本））
的女子高中生。與超嗨美是小學起的好姐妹。與男友交往邁入第5年，常被超嗨美請教戀愛技巧。

##### 優等生組
以班長為中心的小團體，由成績優秀﹑品行端正的女生們宧構成的小團體，位居於第二階層。多數成員都在負責推行各種班務的各委員會中，加上與老師關係密切，而在班級活動決策上握有強權，卻與男生群毫無交集。
班長（Īn-chō，配音：諏訪彩花（日本））
辣妹子的班級委員長。戴眼鏡，長髮，佩戴髮箍。成績優秀。
肉子（Niku-ko，配音：木村珠莉（日本））
女子五人足球部所屬。有著「Sonic Meat」的外號。
王子（Ōji，配音：芳野由奈（日本））
短髮，身材高䠷，女生男相。籃球部成員。委員長的好友。
武道子（Budo-ko，配音：鈴木繪理（日本））
長髮，瀏海往後梳。出身武術世家的女生。柔道部成員，拿手招式是前三角締。

##### 邊緣組
班上的小團體之一。成員無甚共同點，純粹是邊緣人的集合。為此最近組成了黑死金屬樂團。
怪怪子（Metako，配音：加隈亞衣（日本））
跟超然子和脫線醬組成了黑死金屬樂團。
超然子（Oka-ko，配音：飯田友子（日本））
超自然神秘學愛好者。
脫線醬（Fushigi-chan，配音：久保百合花（日本））
黑髮，齊瀏海。比大小姐更為天然呆的少女。

#### 教職員
阿部老（ABE-sen，配音：中村悠一（日本））
本作中少數有名字的角色。辣妹子眾人的班導師，兼任現代國語科老師。態度粗魯又大剌剌，板書潦草。對學生的變化比一般人敏銳，會傾聽學生煩惱。愛照顧人也常瞎操心。他是邊緣組定期演奏會（Live）的首位犧牲者。在以前所任教的高中曾擔任辣妹子姊的班導師。
公爵老（DYUKU-sen，配音：山本格（日本））
日本史教師。已婚。因為濃密的絡腮鬍而得名「公爵老師」。
保健老師
駐校醫師。30歲﹑單身。個性隨和，在學生之間受到的評價很高，享有不錯口碑。

### 其他學校的學生
辣妹子姊（GALKO-sister，配音：日笠陽子（日本））
辣妹子的姊姊，姊妹兩人感情很好。擁有亮麗的外表與豪邁的性格和行動力，因此從小就在老家留下許多傳奇事跡。目前是大學生，兼雜誌的專屬模特兒。高中時代的制服雖為水手服，但由於男友的奇特嗜好，而經常會被對方要求改穿西裝式制服。喜歡訂購國外的化妝品。
富士美（Fujimi，配音：牧野由依（日本））
另一所高中的學生。身材高大，眼睛被劉海遮蓋著。綽號取自富士山。喜歡BL的腐女子。不擅長看咖啡室的菜單點單。
捲毛太（Kuse-ta，配音：藤井幸代（日本））
頭髮捲翹的小學生。是班上女生經常欺負的對象。
傲嬌乃（Tsun-no，配音：千本木彩花（日本））
捲毛太和毒牙美的同班同學，是班上女生的老大。雖然經常帶頭欺負捲毛太，實際上正在暗戀著對方。
毒牙美（Kiba-mi，配音：大西沙織（日本））
捲毛太和傲嬌乃的同班同學。察覺到傲嬌乃喜歡捲毛太的事。

### 其他相關的角色
捲毛太的媽媽（Kuseta-mama，配音：葉山郁美（日本））
34歲的全職家庭主婦，相當寵愛獨生子－捲毛太。雖然跟丈夫是從小學就已經認識的青梅竹馬，不過二人一直到成為大學生後才正式開始交往。

### 動畫原創人物
海苔介（Norisuke，配音：八代拓（日本））
黑短髮。跟輕浮男的關係很好。反應很好的男生。海苔屋的獨生子。
Kon太（Konta，配音：天崎滉平（日本））
跟輕浮男關係友好。
普通男（Futsuo，配音：小林裕介（日本））
黑色短髮，毫無特色的普通男生。

## 出版書籍
原作在免費漫畫平台「ComicWalker」上連載，全彩單行本（紙書籍）由KADOKAWA出版發行，目前共推出4冊（2017年1月23日）。中文繁體版由台灣角川代理發行，並由蔡孟婷擔任翻譯者。除了在ComicWalker的連載內容外，亦有進行修改及加入在Twitter連載的版本。
| 卷數 | KADOKAWA       | KADOKAWA               | 台灣角川       | 台灣角川               |
| 卷數 | 發售日期       | ISBN                   | 發售日期       | ISBN                   |
| ---- | -------------- | ---------------------- | -------------- | ---------------------- |
| 1    | 2014年11月30日 | ISBN 978-4-04-067185-7 | 2015年10月19日 | ISBN 978-986-366-725-4 |
| 2    | 2015年6月30日  | ISBN 978-4-04-067684-5 | 2016年4月2日   | ISBN 978-986-366-725-4 |
| 3    | 2016年2月29日  | ISBN 978-4-04-067912-9 | 2017年1月19日  | ISBN 978-986-473-477-1 |
| 4    | 2017年1月23日  | ISBN 978-4-04-068713-1 |                |                        |
| 5    | 2018年7月23日  | ISBN 978-4-04-069752-9 |                |                        |

## 電視動畫
是由鈴木健也在日本免費漫畫網站“ComicWalker”上連載的同名作品改編而成的電視動畫。自2016年1月8日開始到3月25日播放完畢，於TOKYO MX﹒BS11的『ULTRA SUPER ANIME TIME』及AT-X電視台播放。由能登麻美子擔任旁白。全12集、每集約8分鐘。

### 製作人員
主要工作人員名單·MAIN STAFF LIST
- 原作：鈴木健也（／KADOKAWA刊）
- 導演、系列構成、編劇：川口敬一郎
- 人物設定：藤崎賢二
- 道具設計：枡田邦彰
- 作畫監督：藤崎賢二
- 美術：工作室Platz
- 美術監督：松本浩樹
- 美術設定：平間由香
- 色彩設計：田川沙里
- 3DCG：高木 翼
- 攝影監督：小池里恵子
- 編輯：平木大輔
- 音響監督：明田川 仁
- 音響製作：Magic Capsule
- 音樂：高橋 諒
- 音樂製作：Lantis
- 動畫製作：feel.
- 製作：辣妹子製作委員会

### 主題曲
片頭曲「YPMA☆GIRLS」
作詞・作曲・編曲 - ZAQ
主唱 - 
※OP主題歌「YPMA☆GIRLS」的單曲於2016年3月23日發售。

### 各話列表
| 話數   | 日文標題 | 中文標題                  | 劇本       | 分鏡       | 演出     | 作畫監督          |
| ------ | -------- | ------------------------- | ---------- | ---------- | -------- | ----------------- |
| 第1話  |          | 真的是辣妹嗎?             | 川口敬一郎 | 川口敬一郎 | 松下周平 | 藤崎賢二          |
| 第2話  |          | 真的大小姐嗎?             | 川口敬一郎 | 川口敬一郎 | 關大     | 藤崎賢二          |
| 第3話  |          | 真的是宅女嗎?             | 川口敬一郎 | 川口敬一郎 | 關大     | 藤崎賢二          |
| 第4話  |          | 真的會出聲嗎?             | 川口敬一郎 | 川口敬一郎 | 新田義方 | 藤崎賢二          |
| 第5話  |          | 真的是姐姐嗎?             | 川口敬一郎 | 川口敬一郎 | 岡村正弘 | 立田眞一          |
| 第6話  |          | 內衣會讓人害羞是真的嗎?   | 川口敬一郎 | 川口敬一郎 | 岡村正弘 | 高原修司          |
| 第7話  |          | 在泳池和少年一起是真的嗎? | 川口敬一郎 | 川口敬一郎 | 岡村正弘 | 袴田裕二          |
| 第8話  |          | 頭髮睡得滿頭亂是真的嗎?   | 川口敬一郎 | 川口敬一郎 | 岡村正弘 | 立田眞一          |
| 第9話  |          | 打孔很可怕是真的嗎?       | 川口敬一郎 | 川口敬一郎 |          | 立田眞一 高原修司 |
| 第10話 |          | 早晨回家再去上學是真的嗎? | 川口敬一郎 | 川口敬一郎 |          | 立田眞一 高原修司 |
| 第11話 |          | 屁股文化是真的嗎?         | 川口敬一郎 | 川口敬一郎 |          | 立田眞一 高原修司 |
| 第12話 |          | 我們會一輩子都是好朋友嗎? | 川口敬一郎 | 川口敬一郎 |          | 立田眞一 高原修司 |

### BD
| 卷數 | 發售日期      | 收錄話數       | 規格編號   |
| ---- | ------------- | -------------- | ---------- |
| 1    | 2016年4月27日 | 第1話 - 第6話  | ZMXZ-10573 |
| 2    | 2016年5月25日 | 第7話 - 第12話 | ZMXZ-10574 |

### 網絡廣播
節目於2016年2月7日（13:50〜14:35）在千葉県進行了一次的公開録音。
響 - HiBiKi Radio Station -
語音廣播節目
本作為期間限定作品
- 連載至第8回：2016.3.7 12:00～2016.3.14 12:00（31分30秒）
- 第7回：2016.2.29 12:00～2016.3.7 12:00（長32分鍾）

DOCOMO動畫商城
動畫廣播節目（※獨家播放）
製作年：2016年
本作為期間限定作品
- 連載至第7回：2016/3/7 12:00～2016/3/14 12:00（31分48秒）
- 第6回：2016/2/29 12:00～2016/3/7 12:00（長41分鍾）

## 外部連結
- 《百無禁忌！女高中生私房話》官方網站  （页面存档备份，存于）（日語）
- 電視動畫《百無禁忌！女高中生私房話》官方網站 （页面存档备份，存于）（日語）
- ComicWalker 《百無禁忌！女高中生私房話》網絡連載 Archive.today的存檔，存档日期2014-06-27（日語）
- 《百無禁忌！女高中生私房話》的X（前Twitter）（日語）
- 作者鈴木健也的X（前Twitter）（日語）